# Solanum subumbellatum
Solanum subumbellatum är en potatisväxtart som beskrevs av Vell. Solanum subumbellatum ingår i släktet skattor som ingår i familjen potatisväxter. Inga underarter finns listade i Catalogue of Life.

## Bildgalleri

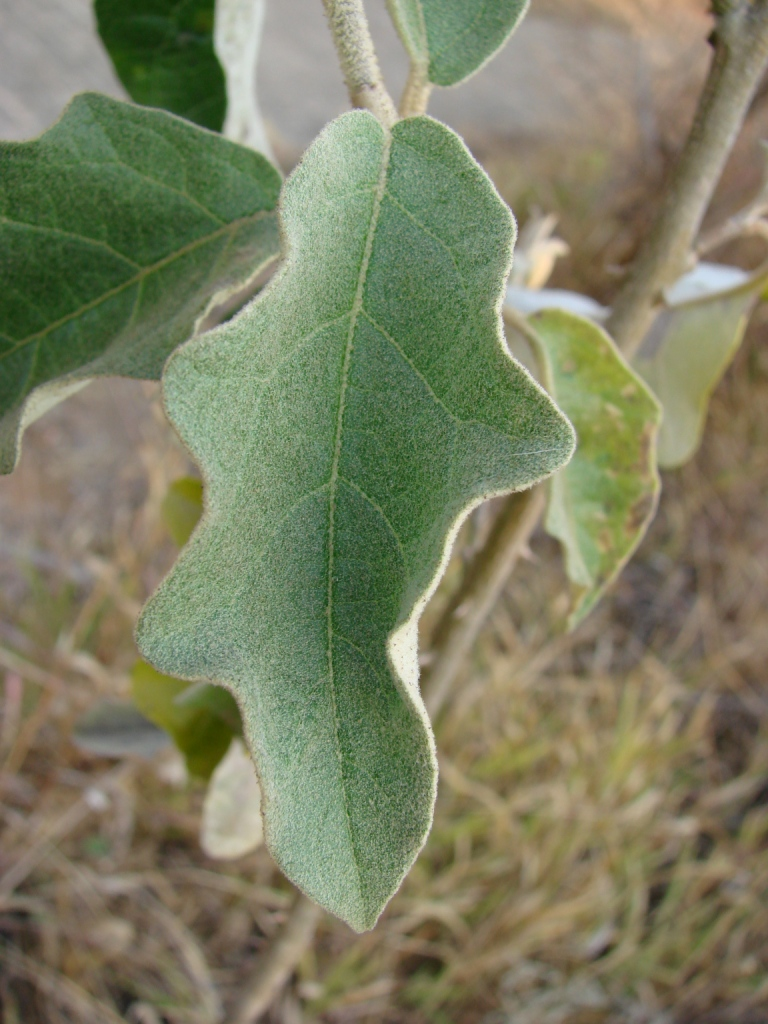
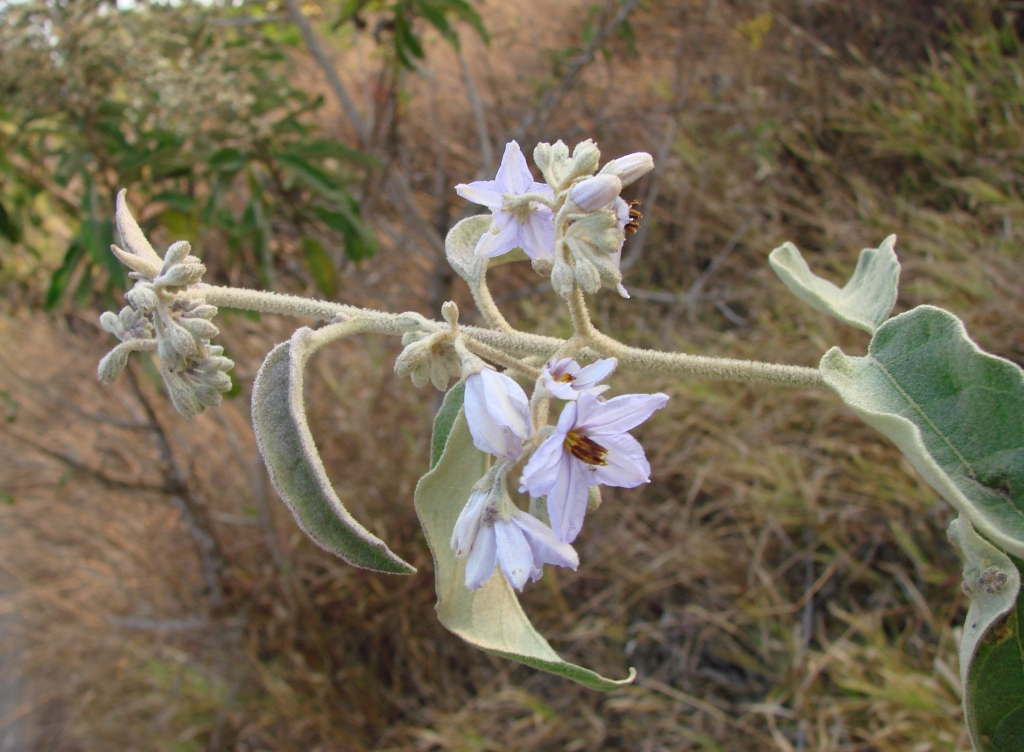